# Two People (Lied)
Two People ist ein Lied von Tina Turner aus dem Jahr 1986. Es erschien auf dem Album Break Every Rule.

## Hintergrund
Two People wurde von Terry Britten und Graham Lyle geschrieben. Britten übernahm neben der Produktion auch den Begleitgesang sowie Bass und Gitarre. Die Instrumentierung erfolgte durch Nick Glennie-Smith und Billy Livsey an den Keyboards sowie Jack Bruno am Schlagzeug. Musikalisch handelt es sich hierbei um einen Titel mit Elektronik- und Rockeinflüssen; stilistisch lässt er sich dem Softrock und Synthiepop zuordnen. Inhaltlich behandelt das Lied die Themen Liebe und Beistand in einer Beziehung. Im Songtext geht es konkret um zwei sich liebende Menschen, die einander beschützen und zusammenbleiben, was immer auch geschieht, insbesondere, da sie am Rande des Lebens stehen.

## Veröffentlichung und Rezeption
Two People erschien erstmals als Teil von Tina Turners Studioalbum Break Every Rule am 5. September 1986. Im Folgemonat, am 27. Oktober 1986, erschien es als 7"-Single mit der B-Seite Havin’ a Party. Im selben Jahr erschien auch eine 12"-Maxi, die einen „Dance Mix“ zu Two People beinhaltet und um eine zweite CD mit Liveversionen von Private Dancer und Let’s Stay Together erweitert wurde. Darüber hinaus erschienen weltweit weitere Singleausführungen, die sich durch die Anzahl und Auswahl der B-Seiten unterscheiden.

### Charts und Chartplatzierungen
| ChartsChartplatzierungen       | Höchstplatzierung | Wochen/ Monate |
| ------------------------------ | ----------------- | -------------- |
| Deutschland (GfK)              | 10 (14 Wo.)       | 14 Wo.         |
| Österreich (Ö3)                | 19 (2½ Mt.)       | 2½ Mt.         |
| Schweiz (IFPI)                 | 10 (7 Wo.)        | 7 Wo.          |
| Vereinigtes Königreich (OCC)   | 43 (4 Wo.)        | 4 Wo.          |
| Vereinigte Staaten (Billboard) | 30 (12 Wo.)       | 12 Wo.         |

## Musikvideo
Das Musikvideo zeigt Tina Turner in einem als Schlafzimmer eingerichteten Bereich oberhalb einer Treppe in einer alten Halle, dann auf einer dunklen Straße sowie bei einem Auftritt in einem Club. Der Song gehörte nur während der Break-Every-Rule-Tour zur Setlist, so dass es nur vergleichsweise wenige Liveaufnahmen gibt, eine stammt aus Großbritannien 1986, eine weitere aus der Olympiahalle in München im März 1987.